# 5 appuntamenti per farla innamorare
5 appuntamenti per farla innamorare (I Hate Valentine's Day) è  un film commedia statunitense del 2009 diretto e interpretato da Nia Vardalos.

## Trama
Genevieve è un'esuberante e bella fioraia che vive a Brooklyn e gestisce un negozio in maniera spensierata assieme all'aiuto di una coppia gay: Bill e Bob.
La sua filosofia di vita si basa sulla teoria dei 5 appuntamenti, il che le consente di assaporare a pieno le storie d'amore senza impegnarsi in relazioni lunghe che finirebbero male.
Greg apre un tapas bar proprio accanto al suo negozio e Genevieve lo frequenta, soltanto che arrivati al quinto appuntamento (secondo lui), il quarto (secondo lei), non vogliono ammettere di essersi innamorati davvero.

## Produzione
Il budget per il film fu di circa $3.000.000. Il film fu prodotto tra la collaborazione di quattro aziende: la Blue Star Pictures, I Hate Vday Productions, My Bench Productions, e la ICB Entertainment Finance (sostegno finanziario).

## Distribuzione
Il film è stato distribuito in svariati paesi con titoli differenti:
- Brasile 11 aprile 2009 Eu Odeio o Dia dos Namorados (limitato)
- Bolivia 24 aprile 2009
- Brasile 24 aprile 2009  Eu Odeio o Dia dos Namorados
- USA 27 giugno 2009 I Hate Valentine's Day (Los Angeles Greek Film Festival)
- USA 3 luglio 2009 I Hate Valentine's Day (limitato)
- Australia 20 agosto 2009 (DVD premiere)
- Grecia 20 agosto 2009  Μισώ την ημέρα του Αγίου Βαλεντίνου
- Bulgaria 11 settembre 2009  Мразя Свети Валентин
- Romania 11 settembre 2009
- Cipro 2 ottobre 2009
- Portogallo 8 ottobre 2009  Eu Odeio o Dia dos Namorados
- Messico 9 ottobre 2009  Al diablo con el amor
- Egitto 14 ottobre 2009
- Paesi Bassi 15 dicembre 2009 (DVD premiere)
- Germania 29 gennaio 2010 (DVD premiere) Mein fast perfekter Valentinstag
- Regno Unito 1 febbraio 2010 (DVD premiere)
- Svezia 3 febbraio 2010 (DVD premiere)
- Corea del Sud 4 febbraio 2010
- Perù 4 febbraio 2010  Al diablo con el amor
- Singapore 4 febbraio 2010
- Francia 9 febbraio 2010 (DVD premiere) Je déteste la St-Valentin
- Ungheria 18 febbraio 2010 (DVD premiere) Bazi rossz Valentin-nap
- Panama 23 aprile 2010
- Italia 18 giugno 2010  5 appuntamenti per farla innamorare
- Argentina 19 agosto 2010 Al diablo con el amor
- Spagna Con el amor no hay quien pueda
- Canada Je déteste la Saint-Valentin
- Slovenia Sovrazim valentinovo
- Repubblica Ceca Nenávidím den Sv. Valentýna
- Polonia Nie cierpie walentynek
- Russia Я ненавижу день Святого Валентина

In America fu vietato ai minori di 13 anni per alcuni contenuti che fanno riferimento al sesso.

## Accoglienza
Il film negli States ha incassato in tutto $ 10,060, BRL 1,671,199 in Brasile; in Italia invece incassa € 318.000 nel primo weekend, e € 788.000 in totale. La pellicola riceve un punteggio di 4.7 su 10 sul sito IMDb,.